# Aïcha Thiam
Pour les articles homonymes, voir Thiam.
Aïcha Thiam est une Réalisatrice Documentariste de formation avec plus de 20 ans d'expérience professionnelle dans le domaine de la production audiovisuelle et cinématographique née à Anvers (Belgique) le 27 octobre 1979.

## Biographie
Je suis Réalisatrice Documentariste de formation avec plus de 20 ans d'expérience professionnelle dans le domaine de la production audiovisuelle et cinématographique. Je suis diplômée de l'université Stendhal Grenoble 3 d'un Master 2 en cinéma documentaire de création et de L'ESJ de Lille d'un Master 2 international en Management des médias. Je suis une éternelle apprenante je m'intéresse à la transformation digitale des médias traditionnels et les nouvelles formes narratives ( création numérique, réalité virtuelle, film interactif ).

## Jeunesse
Née le 27 octobre 1979 de parents peuls, Aïcha est confiée avec sa fratrie en 1983 à sa grand-mère maternelle résident au Mali. 
Son père, diamantaire sénégalais et sa mère commerçante malienne, s'installent à Anvers,  fuyant la guerre de Shaba au Zaïre, l'actuelle République démocratique du Congo. De 1984 à 1987, la famille retourne au Congo.

## Formation
Aïcha obtient son baccalauréat littéraire à Dakar en 2000. Durant l'année scolaire 2001 à 2002, elle étudie le droit à l'Université Cheikh-Anta-Diop de Dakar. Elle s'inscrit ensuite pour une formation en audiovisuel au Média Centre. Pour son film de fin de stage, elle réalise en 2003 Fisabililahi qui racontait l'histoire de petits talibés mendiant pour leurs marabouts dans les rues de Dakar. Ce film reçoit le prix du public et le prix du meilleur film documentaire au festival international de quartier ainsi que le prix du jeune public au festival de cinéma image et vie à Dakar. Fisabililahi est aussi primé en 2004 au festival des jeunes vidéastes de Montréal
De 2004 à 2005, elle s'inscrit en résidence d'écriture documentaire à Africadoc et devient l'assistante du réalisateur sénégalais Moussa Absa Sène lors du tournage de : Gorgorlu (Góor-góorlu) en 2003 et watta watt en 2004. Elle effectue une année de stage à la Radio Télévision Sénégalaise.
En 2006, elle poursuit ses études universitaires à l'Université Senghor d'Alexandrie en Égypte où elle obtient le Diplôme d'Université en Management de l'audiovisuel.
- Master 2 Management des Médias  (ESJ Lille)
- Master 2 Documentaire de Création (Université Grenoble 3)
- Université d’été de la FEMIS (France)

## Filmographie
- 2004 : Fi Sabililahi
- 2005 : Gabil, le pagne magique, documentaire, 22 min
- 2006 : Papa…
- 2008 : Le Cri de la mer documentaire réalisé par Aïcha Thiam et ecrit par Aïcha Thiam[3]
- 2011 : Le Jeu de la caméra et du coq documentaire

réalisé par Aïcha Thiam  ecrit par Aïcha Thiam  
- 2015 : La Rue des Sœurs Noires Documentaire (66 min)[3]
- Coproduction SURVIVANCE/DS PRODUCTIONS - Camarade Etudiant, Documentaire (26 min) – 2014
- Coproduction RTS/CIRTEF. Diffusé sur RTS/ TV5 MONDE - Fatou Fatou Mécaniciennes, Documentaire (26 min) – 2012 Amazones
- Coproduction RTS/CIRTEF. Diffusé sur RTS/TV5 MONDE - Le Jeu du coq et de la caméra, Court métrage documentaire (8 min) 2011 - Le Cri de la Mer, Court-métrage documentaire (26 min) 2008
- Coproduction RTS /CIRTEF. Grand Prix, Prix du Meilleur film, Documentaire Prix de la meilleure image au Festival de court métrage de Douala Cameroun ; Le Djengou d’Argent 2e Prix Documentaire au Beach Festival de Kribi Cameroun. - Papa, Documentaire, (8 min), 2006
- Coproduction Media centre / GSRA Prix du Meilleur film Documentaire Media 10.10 Belgique ; 2e Prix Documentaire Clap ivoire 2009 Cote d’Ivoire ; Mention Spécial du jury au Festival Ajazeera Film Documentary Qatar. - Juste un bout de papier, Documentaire, (17 min) 2006
- Productions FEMIS Paris - Yakaar', Court métrage Fiction, (16 min), 2006
- Autoproduction Diffusé sur la RTS/AFRICABLE/ TV5 MONDE - Gabil le pagne magique, Documentaire 2005
- Production : USOFORAL Mention spéciale au Festival du quartier Dakar - Fisabillahi, Documentaire (13 min) 2003, VOF, Prix du public ; Prix du Meilleur documentaire ; Prix du jury au Festival du film de quartier de Dakar ; Prix de la meilleure vidéo au Festival des vidéastes francophones de Montréal 2004 ; Prix du public au Festival Image et Vie

### Filmographie comme assistante - réalisatrice
- 2003 : Gorgorlu (Góor-góorlu) avec Moussa Absa Sène
- 2004 : watta watt avec Moussa Absa Sène
- 2011 : Par là du documentaire realise par Antoine Chosson et montage fait par Aïcha Thiam et Antoine Chosson[3]
- 2015 : Paysage avec lutte[3]

## Récompense
Fisabililahi reçoit le prix du public, le prix du meilleur film documentaire au festival international de quartier ainsi que le prix du jeune public au festival de cinéma image et vie à Dakar. Il est aussi primé en 2004 au festival des jeunes vidéastes de Montréal.